# Jaime Hamilton, 1.º Conde de Arran
Jaime Hamilton, 1.º Conde de Arran e 2.º Lorde Hamilton (em inglês: James Hamilton, c. 1475 – Kinneil House, 26 de março de 1529) foi um nobre escocês e primo em primeiro grau de Jaime IV da Escócia.

## Biografia
Hamilton foi o filho único de Jaime Hamilton, 1.º Lorde Hamilton, e de sua esposa, Mary Stewart, Condessa de Arran. Mary era filha do rei Jaime II da Escócia e de sua rainha consorte Maria de Gueldres, e irmã do rei Jaime III da Escócia.
Hamilton herdou o título nobiliárquico de Lorde Hamilton de seu pai, bem como suas terras quando este morreu em 1479. Em 1489 seu primo, o rei Jaime IV, fez dele xerife de Lanark, uma posição que tinha sido anteriormente ocupada por seu pai, e um conselheiro privado da Escócia. Em 28 de abril de 1490, Hamilton se casou com Elizabeth Home, filha de Alexander Home, 2.º Lorde Home.
Entre abril e agosto de 1502, ele comandou a frota naval enviada para ajudar o rei João I da Dinamarca, tio de Jaime IV, a fim de acabar com uma rebelião sueca. Hamilton negociou o casamento de Jaime com Margarida Tudor e esteve presente no casamento em 8 de agosto de 1503. No mesmo dia, Lorde Hamilton recebeu o título de Conde de Arran, com a concessão formal, três dias depois, "por sua proximidade de sangue" e os seus serviços no momento do casamento. Foi nomeado tenente-geral da Escócia e em maio de 1504 comandou uma expedição naval para reprimir uma revolta nas Ilhas Ocidentais.
Em setembro de 1507, Jaime IV enviou Hamilton como seu embaixador em uma missão diplomática junto a corte de Luís XII da França. Ao retornar no início de 1508, foi detido por um curto período de tempo no Reino da Inglaterra por Henrique VII, sob a suspeita de uma possível renovação da Auld Alliance entre a Escócia e a França.
Quando Henrique VIII da Inglaterra ingressou na Guerra da Liga de Cambrai em 1513 com a intenção de invadir a França, a Escócia ficou sob pressão para apoiar a França contra a Inglaterra. Hamilton recebeu o comando da frota naval escocesa. Inicialmente, partiu para Ulster e atacou Carrickfergus, o principal reduto inglês na região. A frota em seguida, partiu para a França, chegando lá em setembro de 1513, tarde demais para ser de muita ajuda uma vez que o exército escocês havia sido derrotado na Batalha de Flodden na Inglaterra, em 9 de setembro, com Jaime IV sendo morto na batalha.
Durante a menoridade do rei Jaime V, o conde de Arran se opôs a Arquibaldo Douglas, 6.º Conde de Angus e ao partido inglês. Conspirou contra o regente John Stuart, Duque de Albany. Foi presidente do conselho de regência durante a ausência de Albany na França, de 1517 a 1520.
Foi derrotado em uma tentativa de subjugar Angus nas ruas de Edimburgo em 1520, uma revolta conhecida como "Varrer a Calçada". Foi mais uma vez membro do conselho de regência em 1522 e Tenente do Sul. Aliou-se à rainha viúva Margarida Tudor para expulsar Albany e proclamar Jaime V, rei da Escócia em 1524.
Hamilton foi obrigado por Henrique VIII da Inglaterra a readmitir Angus para o conselho. Apoiou Angus contra John Stewart, 3.º Conde de Lennox, em 1526, na Batalha de Linlithgow Bridge, e quando Jaime escapou da custódia de Angus, refugiou-se com Margarida e Hamilton em Stirling. Imediatamente após, proscreveu Angus e todos do Clã Douglas. Hamilton recebeu o castelo de Bothwell das propriedades confiscadas de Angus.

## Casamento e filhos
Hamilton se casou pela primeira vez, em 28 de abril de 1490, com Elizabeth Home, filha de Alexander Home, 2.º Lorde Home. O casamento foi dissolvido em 1506, quando descobriu-se que seu primeiro marido, Thomas Hay, filho de John Hay, 1.º Lorde Hay de Yester, ainda estava vivo no momento do casamento. É provável que o verdadeiro motivo para o divórcio tenha sido porque ela não lhe dava filhos e Hamilton queria um herdeiro legítimo, já tinha vários filhos ilegítimos. O seu filho mais velho ilegítimo foi Jaime Hamilton de Finnar.
Em novembro de 1516, Hamilton casou com Janet Bethune de Easter Wemyss, filha de Sir David Bethune de Creich, e viúva de Sir Robert Livingstone de Easter Wemyss, que havia sido morto na batalha de Flodden Field. As questões legais complicadas do seu segundo casamento continuaram a dificultar a indicação de seu herdeiro, cuja legitimidade foi questionada por seus rivais em 1543
O Conde de Arran e Janet Bethune tiveram quatro filhos antes de Janet morrer em 1522:
- Helen Hamilton, casou com Archibald Campbell, 4.º Conde de Argyll
- Jaime, 2.º Conde de Arran e mais tarde, Duque de Châtelherault e governante da Escócia durante a minoridade de Maria, Rainha dos escoceses.
- Janet Hamilton, casou com Alexander Cunningham, 5.º Conde de Glencairn
- filho de nome desconhecido.[5]

Hamilton teve os seguintes filhos ilegítimos:
- Jaime Hamilton de Finnart
- Elizabeth Hamilton, casou com Robert Sempill, Mestre de Sempill
- John Hamilton, Abade de Paisley e tesoureiro da Escócia.[6]

Os filhos de Jaime Hamilton e de sua amante Beatrix Drummond, filha de John Drummond, 1.º Lorde Drummond e de sua esposa, Lady Elizabeth Lindsay::
- Margaret Hamilton, casou com Andrew Stewart, 2.º Lorde Avondale e 1.º Lorde Ochiltree
- Sir John Hamilton de Samuelston (Clydesdale John), se casou com Janet Home, única filha legítima e herdeira de Alexander Home, 3.º Lorde Home